# Pandanus vriensii
Pandanus vriensii är en enhjärtbladig växtart som beskrevs av Ugolino Martelli. Pandanus vriensii ingår i släktet Pandanus och familjen Pandanaceae.
Artens utbredningsområde är Sumatera. Inga underarter finns listade.